# Valeriu Penișoară

Valeriu Penișoară

Valeriu Penișoară (n. 26 septembrie 1950, Duda, județul Vaslui - d. 11 mai 2004) a fost un cântăreț de muzică folk care a cântat în anii 1970 în Cenaclul Flacăra. A absolvit Liceul Pedagogic din Iași și a fost învățător la școala din comuna Duda-Epureni.
Valeriu Penișoară era cunoscut pentru cântecele „Cuvântul lui Roată către Divan”, „Povestea eroilor”, „Bătălia de la Vaslui”, „Copii de țărani” sau „Nuntă scurtă”. Melodia care l-a făcut însă celebru este „Cântec pentru Oltenia”, pentru care a compus muzica, versurile fiind de Adrian Păunescu. Cântecul a devenit ulterior imnul clubului de fotbal Universitatea Craiova. În noiembrie 2013, Andrei-Alexandru Păunescu, fiul poetului Adrian Păunescu, a anunțat cedarea cu titlu gratuit a imnului „Cântec pentru Oltenia” echipei Clubului Sportiv Universitatea Craiova.

## In memoriam
Din anul 2005 Centrul Cultural din comuna Duda-Epureni îi poartă numele. În anii 2005 și 2007, în luna septembrie, Muzeul Județean „Ștefan cel Mare” din Vaslui a organizat în comuna Duda-Epureni spectacole comemorative în memoria lui Valeriu Penișoară.
În memoria interpretului a fost organizat la Vaslui, în perioada 8-11 mai 2008, prima ediție a Festivalului Național de Muzică Folk „Valeriu Penișoară”. De asemenea, în cadrul Festivalului Concurs pentru Tineret „Fălticeni Folk”, organizat de Asociația „Fălticeni Cultural” și Primăria municipiului Fălticeni și rezervat creatorilor și interpreților de muzică folk cu vârsta până în 30 de ani, unul din premii îi poartă numele.